# Vaccinium psammogenes
Vaccinium psammogenes är en ljungväxtart som beskrevs av Herman Otto Sleumer. Vaccinium psammogenes ingår i Blåbärssläktet, och familjen ljungväxter. Inga underarter finns listade i Catalogue of Life.